# Verbascum lagurus
Verbascum lagurus är en flenörtsväxtart som beskrevs av Fischer och C. A. Meyer. Verbascum lagurus ingår i släktet kungsljus, och familjen flenörtsväxter. Inga underarter finns listade i Catalogue of Life.